# Floria Gueï
Floria Gueï (Nantes, 2 maggio 1990) è una velocista francese, campionessa europea indoor dei 400 metri piani a Belgrado 2017.

## Palmarès
| Anno | Manifestazione           | Sede           | Evento      | Risultato  | Prestazione | Note                          |
| ---- | ------------------------ | -------------- | ----------- | ---------- | ----------- | ----------------------------- |
| 2008 | Mondiali juniores        | Bydgoszcz      | 400 m piani | Batteria   | 55"74       |                               |
| 2008 | Mondiali juniores        | Bydgoszcz      | 4×400 m     | 4ª         | 3'35"83     |                               |
| 2010 | Europei                  | Barcellona     | 4×400 m     | 5ª         | 3'28"11     |                               |
| 2011 | Europei indoor           | Parigi         | 4×400 m     | Bronzo     | 3'32"16     |                               |
| 2011 | Europei under 23         | Ostrava        | 400 m piani | Batteria   | 54"09       |                               |
| 2011 | Europei under 23         | Ostrava        | 4×400 m     | Bronzo     | 3'31"73     |                               |
| 2011 | Mondiali                 | Taegu          | 4×400 m     | Batteria   | 3'28"02     |                               |
| 2012 | Europei                  | Helsinki       | 4×400 m     | Argento    | 3'25"49     |                               |
| 2012 | Giochi olimpici          | Londra         | 4×400 m     | 5ª         | 3'25"92     |                               |
| 2013 | Mondiali                 | Mosca          | 400 m piani | Semifinale | 51"42       | Miglior prestazione personale |
| 2013 | Mondiali                 | Mosca          | 4×400 m     | Bronzo     | 3'24"21     |                               |
| 2013 | Giochi della Francofonia | Nizza          | 400 m piani | Oro        | 52"31       |                               |
| 2013 | Giochi della Francofonia | Nizza          | 4×400 m     | Bronzo     | 3'35"20     |                               |
| 2014 | World Relays             | Nassau         | 4×400 m     | 4ª         | 3'25"84     |                               |
| 2014 | Europei                  | Zurigo         | 400 m piani | Semifinale | 52"82       |                               |
| 2014 | Europei                  | Zurigo         | 4×400 m     | Oro        | 3'24"27     |                               |
| 2015 | Europei indoor           | Praga          | 400 m piani | Semifinale | 53"00       |                               |
| 2015 | Europei indoor           | Praga          | 4×400 m     | Oro        | 3'31"61     |                               |
| 2015 | World Relays             | Nassau         | 4×400 m     | 4ª         | 3'26"68     |                               |
| 2015 | Mondiali                 | Pechino        | 400 m piani | Semifinale | 51"30       |                               |
| 2015 | Mondiali                 | Pechino        | 4×400 m     | 7ª         | 3'26"45     |                               |
| 2016 | Europei                  | Amsterdam      | 400 m piani | Argento    | 51"21       |                               |
| 2016 | Europei                  | Amsterdam      | 4×400 m     | Argento    | 3'25"96     |                               |
| 2016 | Giochi olimpici          | Rio de Janeiro | 400 m piani | Semifinale | 51"08       |                               |
| 2016 | Giochi olimpici          | Rio de Janeiro | 4×400 m     | Batteria   | 3'26"18     |                               |
| 2017 | Europei indoor           | Belgrado       | 400 m piani | Oro        | 51"90       | Miglior prestazione personale |
| 2017 | Europei indoor           | Belgrado       | 4×400 m     | 5ª         | 3'33"61     |                               |
| 2017 | World Relays             | Nassau         | 4×400 m     | 8ª         | 3'35"03     |                               |
| 2018 | Europei                  | Berlino        | 400 m piani | 7ª         | 51"56       |                               |
| 2018 | Europei                  | Berlino        | 4×400 m     | Argento    | 3'27"17     |                               |
| 2021 | World Relays             | Chorzów        | 4×400 m     | 8ª         | 3'40"58     |                               |
| 2021 | Giochi olimpici          | Tokyo          | 4×400 m     | Batteria   | 3'25"07     |                               |